# Francisco Galán Rodríguez
Francisco Galán Rodriguéz  était un général espagnol et dirigeant militaire des forces républicaines pendant la guerre civile espagnole.

## Biographie
Il était le frère du capitaine Fermín Galán et des majors républicains José Maria et Juan Galán. Avant la guerre civile espagnole il était lieutenant-colonel dans la Garde civile espagnole.
Quand la guerre civile espagnole éclate, il est instructeur militaire des milices ouvrières et paysannes antifascistes (MAOC) formés par le Parti communiste d'Espagne. Au début des combats ils étouffent la révolte contre la République à Madrid, il participe à l'organisation du Cinquième Régiment dans les premiers mois de la guerre, il est nommé à la tête de la colonne de miliciens républicain vers Somosierra le 21 juillet 1936. Le 10 novembre 1936 il arrive à Madrid. Le 13 novembre il est blessé. À la bataille de Madrid, en novembre 1936, il est nommé commandant de la 22e brigade mixte.
Il est impliqué dans la première attaque à Teruel en décembre 1936. En mai 1937 il est promu lieutenant-colonel et commande la 39e Division. En mai 1937 il est envoyé à l'état-major général de l'armée de la République du Nord et le 9 juillet il commande la 4e Division Basque et participe à la bataille de Santander. En août 1937, il est l'un des commandants républicains des Asturies et en septembre 1937 il dirigea le 14e corps d'armée durant l'Offensive des Asturies. En octobre 1937, il s'enfuit à bord d'un bateau de pêche pour éviter sa capture par les nationalistes.
En février 1938 il conduit le XX corps durant la bataille de Teruel, il commande le XII Corps durant l'Offensive de Catalogne  et se retire en France, il traverse la frontière en janvier 1939. Le 3 mars 1939, il est nommé commandant militaire de Carthagène et le 4 mars il est arrêté par les partisans de Casado durant l'insurrection de Carthagène. Le 6 mars il s'enfuit de Carthagène vers Bizerte à bord d'un navire.
Après la guerre, il s'enfuit en Argentine, il décède en 1971.